# Pyrinia tarapotata
Pyrinia tarapotata là một loài bướm đêm trong họ Geometridae.